# Anton
李燦榮（： I Chan Yeong，2004年3月21日—），藝名為Anton（： Aen Ton），是一名韓裔美籍男藝人，韓國男子團體RIIZE的成員，父親是歌手兼作曲家尹尚，母親是演員沈惠珍。

## 生涯

### 早年經歷
Anton出生於美國波士頓，三歲時搬到紐澤西州。Anton從五歲開始學習游泳，並在美國以青年游泳選手活動，由於新冠肺炎疫情爆發不能參加比賽，又對音樂抱有熱忱，因此決定走上音樂的道路。在給父親聽過自作曲後，得到了支持。

### 2023年：出道
2023年9月4日以单曲一辑《Get A Guitar》作为RIIZE成員出道。

## 外部連結
- 官方网站